# Campanula rupestris
Campanula rupestris är en klockväxtart som beskrevs av James Edward Smith. Campanula rupestris ingår i släktet blåklockor, och familjen klockväxter. Inga underarter finns listade i Catalogue of Life.

## Bildgalleri

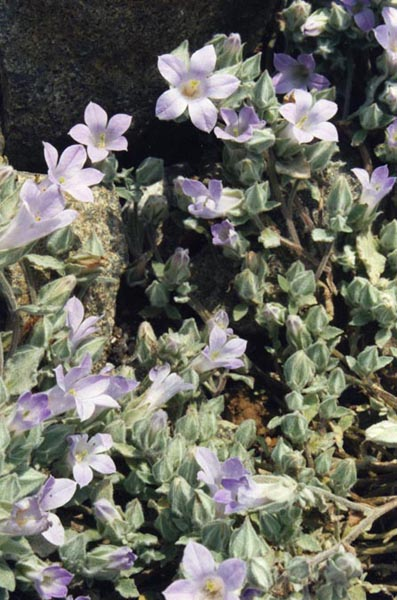